# ランチア・ベータ

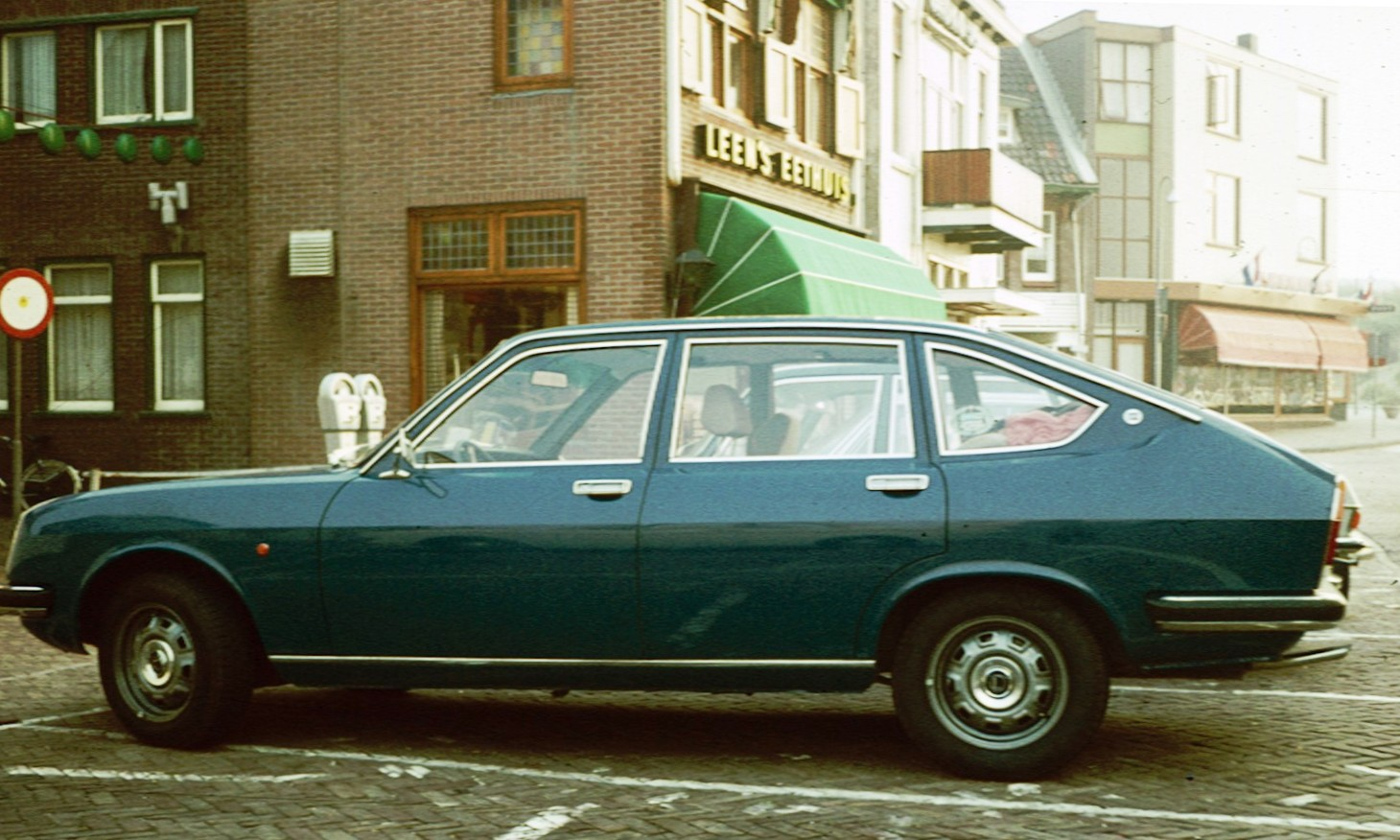
初期のベルリーナ

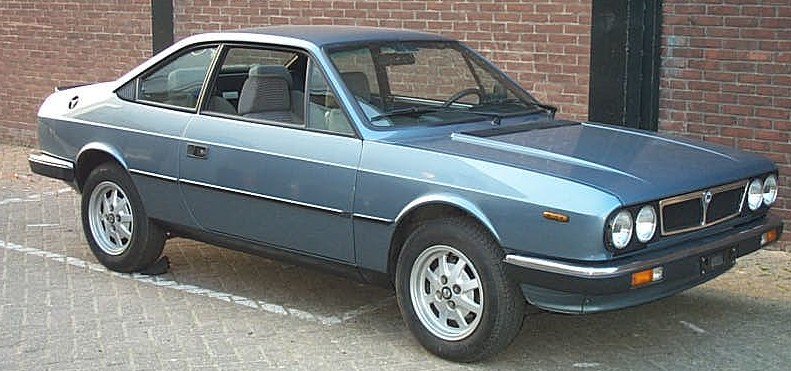
1982年シリーズ2・クーペ

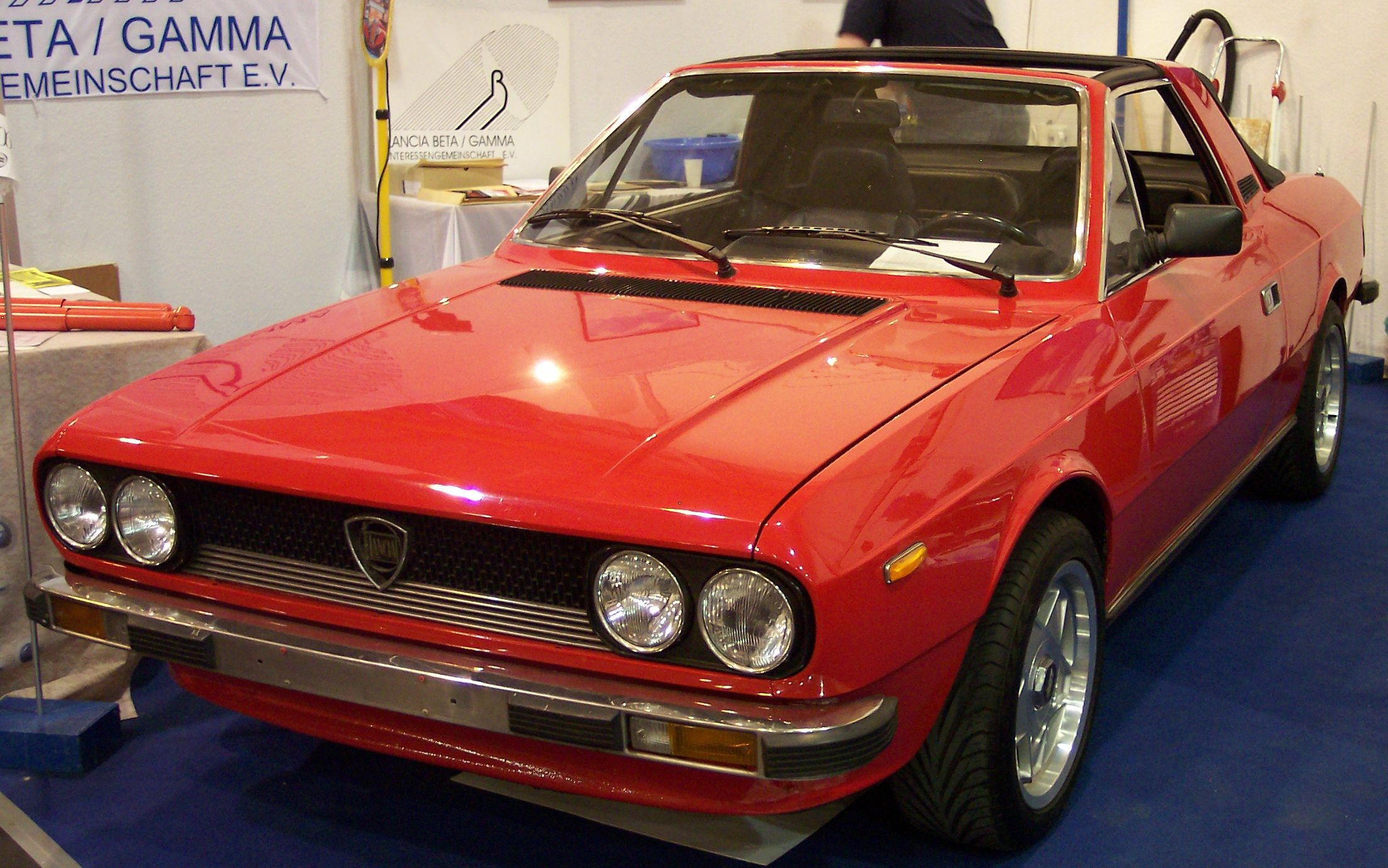
スパイダー

ベータ（Beta ）は、イタリアの自動車メーカー・ランチアが1972年から1984年まで製造・販売した乗用車である。ランチア草創期の1909年に発売された「ベータ」という車種が存在したが、ここでは1972年発表のモデル以降を記述する。

## 概要
ベータはランチアがフィアット傘下に入って以来初となる新型車で、前身のフルヴィア以来の前輪駆動は継承しつつも、フィアット・124や125と共通設計のDOHCエンジンと5速MTをジアコーサ式の横置きで搭載し、フィアット・128で実績のあるマクファーソンストラット式四輪独立サスペンションを持つ。
従来の特異な設計思想から、ヨーロッパの小型乗用車の主流となるコンセプトへの転換が図られた一方で、設計チームは全員旧ランチアから選抜されて編成され、フィアットとは異なる乗り味の、バランスの取れたスポーティな上級小型車という位置づけであった。ただし、この時期のイタリア車の宿命ともいえる錆とは無縁ではなく、特にイギリスではクレーム対策の失敗からメディアにも大きく取り上げられ、その後のランチア販売不振、1990年代半ばのイギリス市場撤退につながった。
ボディは当初、独特な6ライト・ファストバックスタイルのセダン（ベルリーナ）のみであったが、1973年6月には自社デザインによるクーペ、1974年にはカロッツェリア・ザガートが架装するタルガトップ式のスパイダー、1975年にはスポーツワゴンのHPE(High Performance Estate)が追加された。また、ミッドシップシャシにピニンファリーナデザインのボディを持つ2シータースポーツカー「ベータ・モンテカルロ」も派生車種として加わった。
1980年、セダンはノッチバックスタイルの「ベータ・トレヴィ」となり、1979年から復活したランチアの伝統的な盾をモチーフとしたフロントグリルと、月のクレーターのような特異なデザインのダッシュボードに変更された。
エンジンは当初1,600 ccと1,800 ccだったが、1976年にフルヴィアで最後まで残っていたクーペ1.3Sの廃止に伴う代替として廉価版の1,300 ccが追加、さらに上級の2,000 ccも追加され、1981年にはスーパーチャージャー（ルーツブロワー）付きのVX（ヴォルメックス）モデルも追加された。

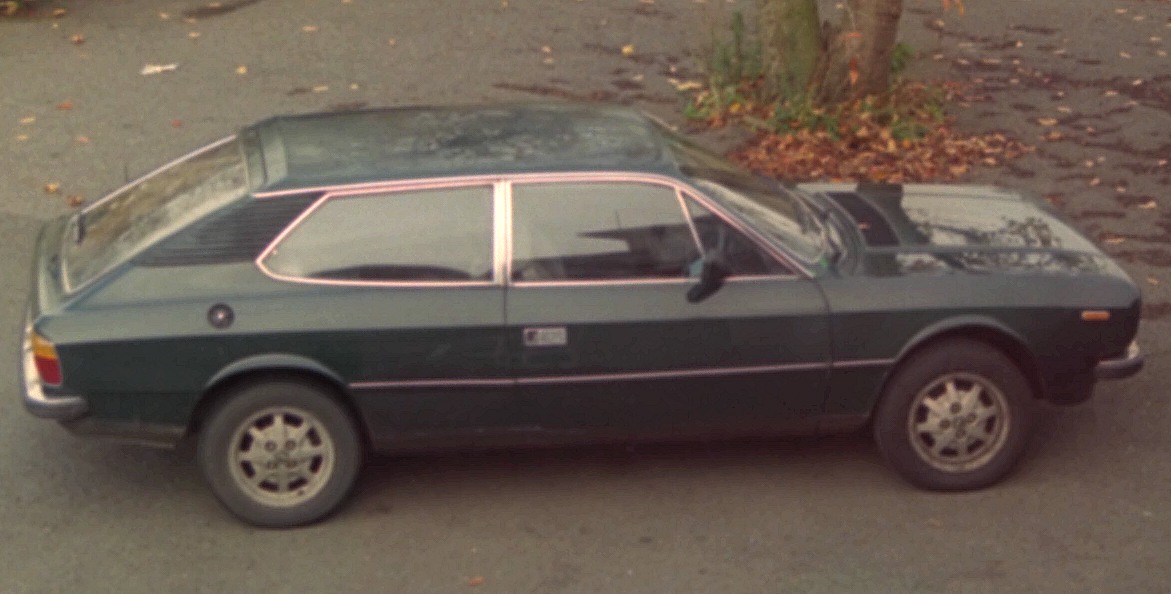
HPE
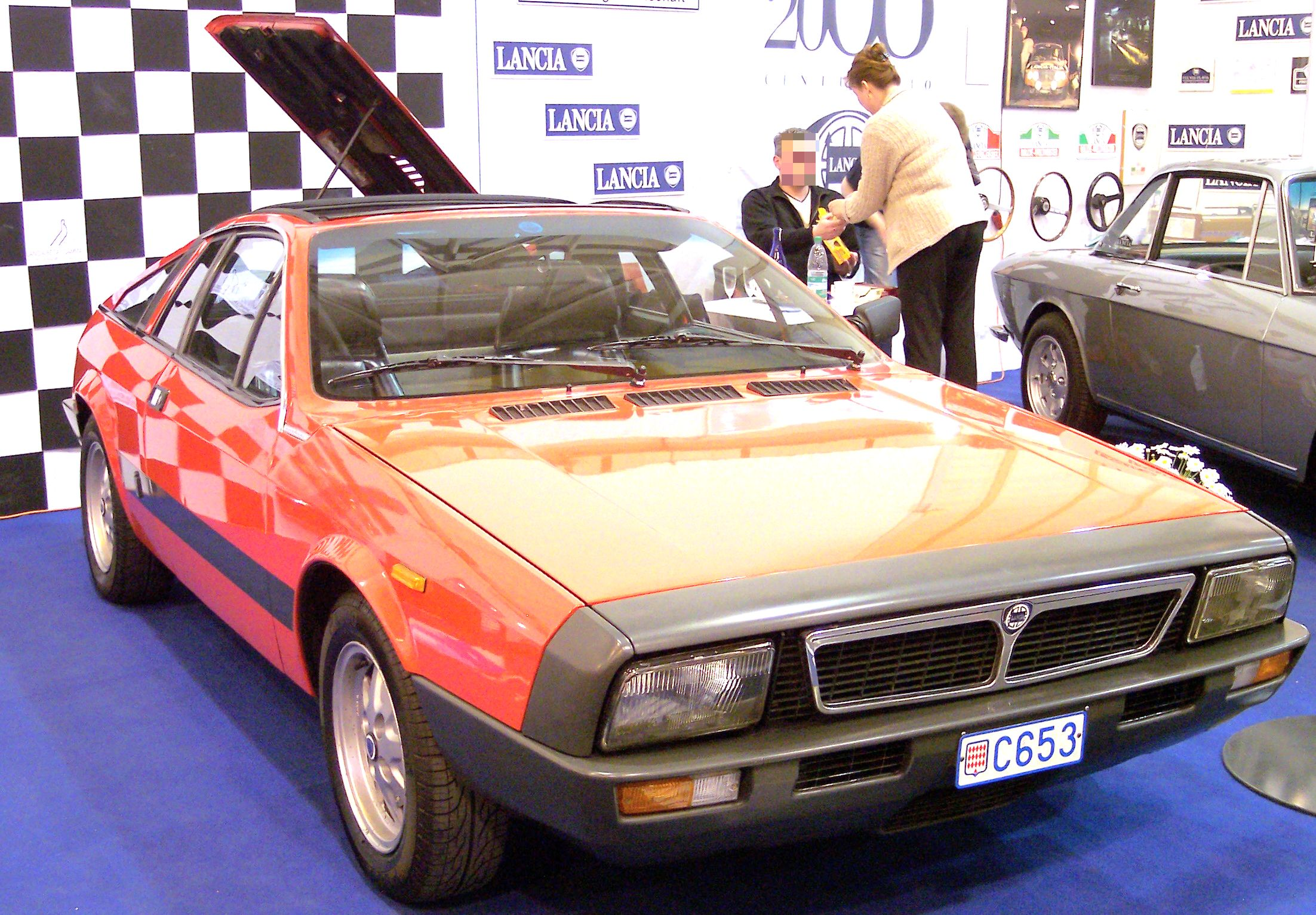
モンテカルロ
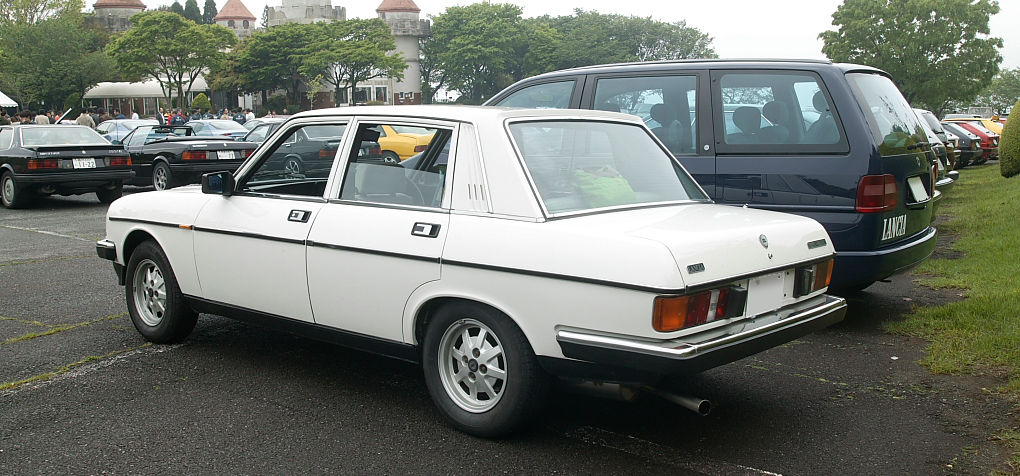
トレヴィVX
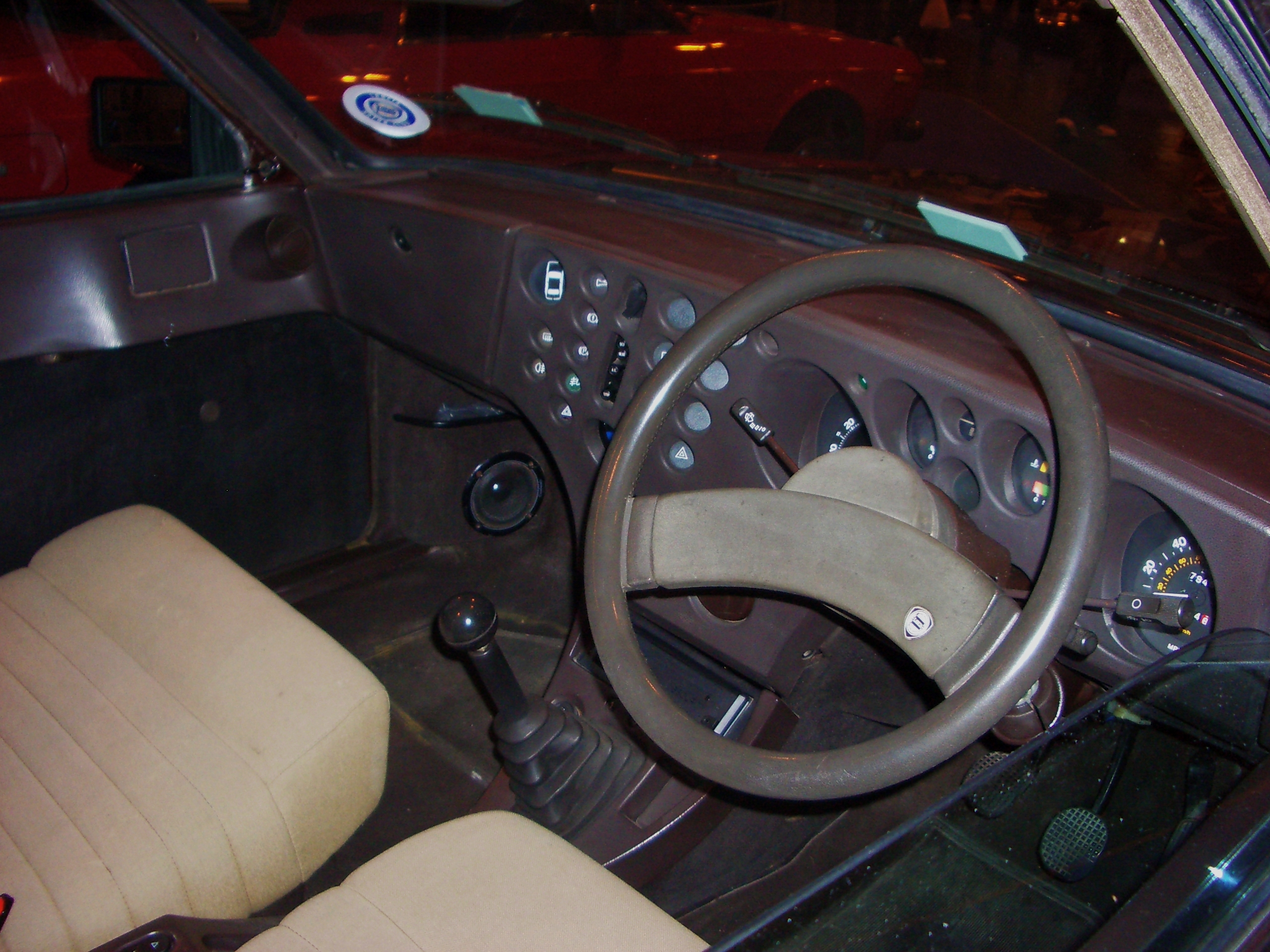
トレヴィのダッシュボード

## 日本への輸入
1976年、日本における6年ぶりのランチア正規輸入再開の第1弾として、当時の安宅産業系のロイヤル・モータースから対米仕様の1800クーペが導入された。安宅産業の破綻に伴うロイヤル廃業後は、元オペル総代理店であった東邦モーターズから導入された。対米仕様の巨大なバンパー（5マイルバンパー）と、排出ガス規制対策で83馬力に落とされたエンジン出力など、イタリア本国版の魅力は大幅に減じられていた。
1980年代以降は、東邦モーターズやその後を継いでランチアの代理店となったガレーヂ伊太利屋によって、クーペ1300、トレヴィVX、モンテカルロなどが少数輸入枠を用いて導入された。クーペ1300は、直4DOHCエンジンで1366ccの排気量、8.9の圧縮比に2バレルのウェーバーキャブを1基組み合わせることで最高出力84PS／5,800rpm、最大トルク11.3kgm／3,200rpmを発生させ、5MTと組み合わされた。

## モータースポーツでの活躍

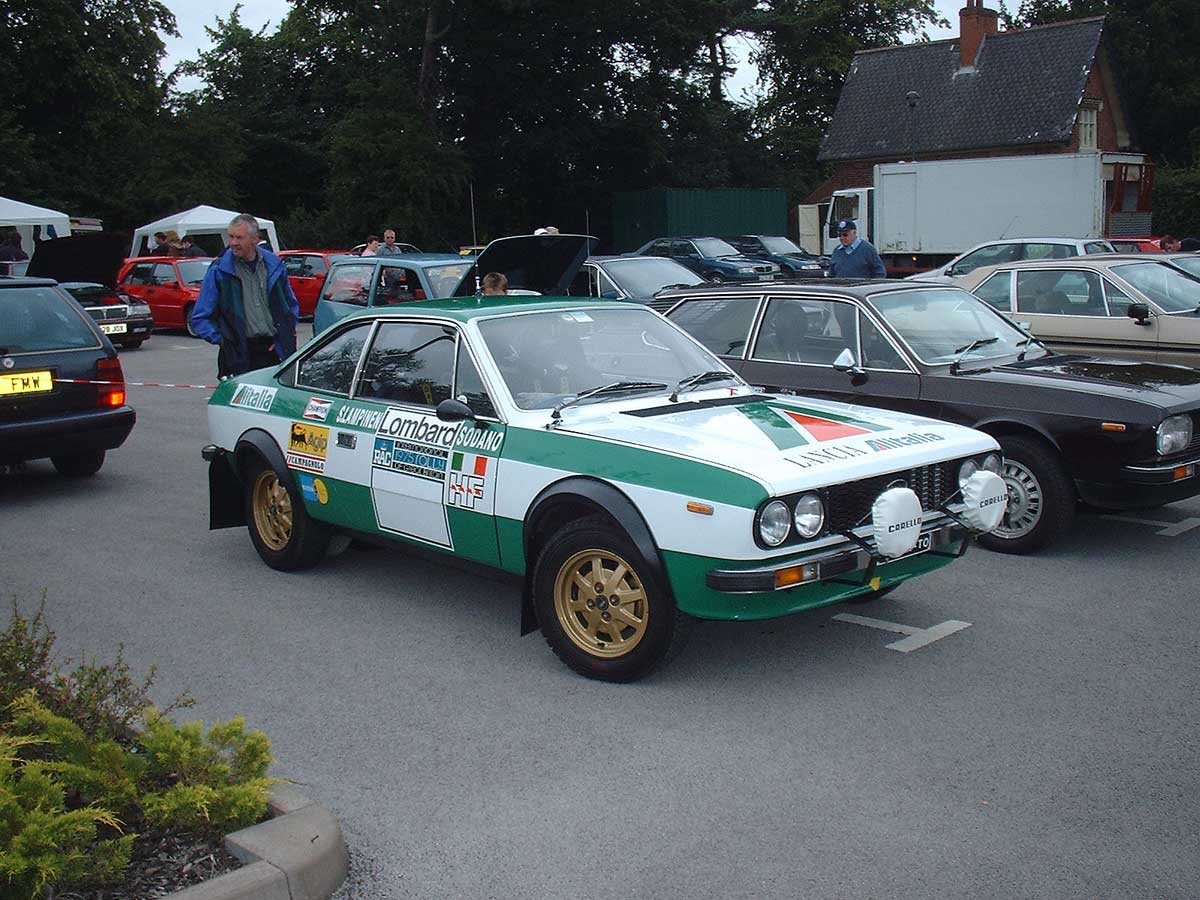
ベータクーペ・ラリーGr.4　RACラリー仕様　ランピネン車

WRCでの活躍としてはランチア・ストラトスを優勝に導くためのサポートカーとして、それまでメインで走らせていたランチア・フルヴィアと入れ替わる形でベータクーペを1974年よりGr.4でエントリー。1972年にマニュファクチャラーズチャンピオンを獲得し、スポーツカー勢に対して劣勢となっていた1973年、同グループで2位だったフィアットに対してもマニファクチャラーズポイントで大きく水をあけられていたが、1974年ラリー・サンレモよりフルヴィアやポルシェ・911を差し置いてシェカー・メッタがクラス3位総合4位につけると、ラリー・チーム監督であるチェーザレ・フィオリオ自身、ストラトスにディーノエンジンを載せようと考えるまでパワーユニットの候補に挙げていた程の、16バルブ仕様であるDOHCエンジンの戦闘力の高さを見越した上での、続くリドー湖ラリーではサンドロ・ムナーリのストラトスとともにシモ・ランピネンが1位・2位を勝ち取っていく。そこからランチア・ワークスは3年連続でマニファクチャラーズタイトルを総なめにして行くが、この頃のストラトスを勝利に導いたベータクーペの功績は大きいと言える。その後1977年、フィアットが131アバルトを投入するまで牙城を崩すことはなかった。しかし、ラリーシーンの変化は明らかとなっており、この後ベータクーペは役割を終え、ベルナール・ダルニッシュら地元プライベーターの駆るストラトスオンリーによる限定されたラウンドでの参戦へとスイッチ、ランチア自体のWRCでの覇権復活はラリー037の登場する1982年まで待つこととなる。